# Julius Reinhold Stöckhardt
Julius Reinhold Stöckhardt (* 6. April 1831 in Budissin; † 29. Januar 1901 in Berlin) war ein preußischer Ministerialbeamter und Komponist.

## Leben

### Familie
Julius Reinhold Stöckhardt übersiedelte als Einjähriger mit seinen Eltern nach Sankt Petersburg, weil der Vater, Robert Stöckhardt, eine Berufung zum Professor für Römisches Recht erhalten hatte. Hier besuchte er russische Schulen bis zum Abitur. Die Familie kehrte nach dem frühen Tod des Vaters 1848 nach Deutschland zurück und fand zunächst in Naumburg, der Heimat der Mutter Emilie geb. Voigt, ein neues Zuhause. Die spätere Malerin Clara Stöckhardt war seine Schwester, der Architekt Heinrich Stöckhardt sein Bruder und der Agrarwissenschaftler Ernst Theodor Stöckhardt sein Onkel.

### Ausbildung
Stöckhardt studierte in Leipzig Theologie und in Jena und Berlin Volkswirtschaft und Jura. Schon in dieser Zeit zeigte sich, dass er nicht nur ausgezeichnet Klavier spielte, sondern auch komponieren konnte. So trat er im Hause Karl Richard Lepsius, der ebenfalls aus Naumburg stammte, schon während seiner Studentenzeit mit eigenen Kompositionen auf.

### Berufslaufbahn
Nach einem Referendariat in Erfurt und einer Tätigkeit als Regierungs-Assessor in Danzig wurde er 1871 zum Regierungsrat in Düsseldorf berufen. Er bereitete die Präsentation des Rheinlandes auf der Weltausstellung 1873 in Wien vor und wurde in Vertretung von Oberregierungsrat Moser mit der Leitung der Präsentation des Deutschen Reiches betraut. 1873 erhielt Stöckhardt die Berufung zum Regierungsrat im Handelsministerium in Berlin, wurde 1875 zum Geheimen Oberregierungsrat und 1880 zum Vortragenden Rat im Ministerium für öffentliche Arbeiten ernannt. Dieses war 1879 unter Albert von Maybach aus dem Handelsministerium ausgegliedert worden und verwaltete u. a. die Preußischen Staatseisenbahnen. 1892 erhielt Stöckhardt den Roten Adlerorden 2. Klasse.

### Teilnahme am gesellschaftlichen Leben
Zusammen mit seiner Ehefrau, Constanze geb. Grosser, gehörte Stöckhardt zum Freundeskreis von Theodor Fontane und Clara Schumann. Sein Schwiegervater Theodor Grosser, ein Rohmetallkaufmann mit Geschäftsbeziehungen nach Amerika, hatte Fontane auch künstlerische Anregungen vermitteln können. Das Ehepaar Stöckhardt lernte Fontane 1885 im Riesengebirge kennen. Sie hielten sich häufig auf dem Anwesen der Familie der Frau auf, dem Annenhof in Hohenwiese (Schlesien), und nahmen wie Fontane regelmäßig am gesellschaftlichen Leben von Schmiedeberg und Krummhübel teil.

### Tod und Grabstätte
Julius Reinhold Stöckhardt starb 1901 im Alter von 69 Jahren in Berlin und wurde auf dem Matthäus-Friedhof in Schöneberg im Erbbegräbnis der Familie Grosser beigesetzt. Die Grabanlage ist erhalten geblieben.

## Werke
- Liederkranz. Nachtgesang; Heimkehr; Wanderers Nachtlied; Das Täubchen; Loreley; Wo unten frei; Liebeshoffnung; Einkehr; op. 1. Leipzig: Heinze, 1860
- 3 Klavierstücke. Capriccio; Frühlingsahnung; Romanze; op. 2. Leipzig: Peters, 1862
- Sechs Lieder für Tenor oder Sopran mit Begleitung des Pianoforte. Gruss an die Geliebte; Frühling ist da; Über Nacht, über Nacht; Liebesgeläute; Neig, schöne Knospe; Durch meine Jugendträume; op. 3. Leipzig: Dörffel, 1864
- Sechs Lieder und Gesänge für eine Tenorstimme mit Begl. des Pianoforte. 1. Dein Bild; 2. O Welt, du bist so wunderschön; 3. Als mein Auge sie fand; 4. O sing, du Schöne, sing’ mir nicht; 5. Es muss ’was Wunderbares sein; 6. Wie ist doch die Erde so schön, so schön!; op. 4. Leipzig: Dörffel, 1873
- Die verschwiegene Nachtigall: Gedicht von Walther von der Vogelweide; Lied für 1 Sopranstimme mit Begl. d. Pianoforte; op. 5. Hamburg: Kreisler
- Vier Lieder f. 1 Singst. m. Pfte. 1. Du meine helle Sonne; 2. Geliebte! Wenn einst gebrochen mein Herz; 3. Rosen und duftende Veilchen; 4. Sei still, mein Herz, und harre; op. 6. Leipzig: Peters, 1884
- Zwei Stücke für Pianoforte. 1. Ländlicher Tanz; 2. Der lustige Fink; op. 8. Leipzig: Dörfel, 1891
- Drei Klavierstücke. 1. Ballade (Em.); 2. Notturno (As); 3. Duo (Es); op. 10. Berlin: Raabe & Plothow, 1894
- Frische Brise: Fahr’ zu, mein Schiff! die Welle schäumt, f. 1 Singst. m. Pfte; op. 11. Berlin: Raabe & Plothow, 1894